# Pastor lapón
El Perro pastor lapón (Lapinporokoira) o Pastor finlandés de Laponia es una raza de perro originaria de Finlandia. Es uno de los tres Lapphund, razas desarrolladas a partir de un tipo de perro utilizado por el pueblo lapón para cuidar y proteger a sus renos.

## Apariencia
El Lapinporokoira tiene un tamaño medio y un manto doble. Las orejas son triangulares y siempre están erectas, su color es negro, gris oscuro o marrón con una pequeña sombra blanca en la cabeza y partes bajas del cuerpo, con algunas marcas blancas. Es más largo que alto, con una altura de unos 51 cm para las hembras y 46 cm para los machos. La diferencia por sexos es clara.

## Temperamento
Se trata de una raza calmada, amigable y dócil, pero también muy enérgica, necesitan mucho ejercicio. Su temperamento puede variar por individuos.

## Historia
El desarrollo de esta raza ha sido crucial para la cultura Saami y su historia está íntimamente ligada a ella. Ha sido un socio esencial en el pastoreo. No puede decirse que es entrenado, sino que es criado por las mujeres y madura con una constelación única de rasgos. saami se cría, sacrificio y distribuir a los perros, y de nuevo les albergan en su retiro. Es el compañero activo del hombre pastor, cuya reputación está ligada a la del perro. Las relaciones entre dos perros asumen la forma de relaciones interpersonales y de trabajo que reflejan las de los dos hombres de los que son compañeros.
Aunque los primeros indicios de aprovechamiento humano de rebaños de renos correlacionados con la domesticación del perro se remontan a la cultura Ahrensburgiense, hace 9 o 10 mil años, se estima que la etnicidad Saami solamente llegó a existir hace unos tres mil años y reunió poblaciones procedentes del suroccidente, centro y este de Europa.
El análisis genético de los perros pastores lapones de Finlandia y Suecia ha permitido descubrir que descienden de un evento de hibridación entre perros domésticos y lobos, ocurrido hace 480 a 3000 años. La alta frecuencia del haplotipo de ADN mitocondrial que demuestra el cruzamiento, permite pensar que el perro híbrido tuvo una clara ventaja selectiva.
Muchos perros lapones se perdieron como resultado de la II Guerra Mundial. Después de la guerra varios criadores en Suecia y Finlandia comenzaron a tratar de recrear la cría de perros pastores de renos en sus diversas formas. Cada vez más perros fueron encontrados entre 1950 y 1960 y como resultado se estableció formalmente la separación de dos razas, dependiendo de su apariencia y el grosor del abrigo de pelo. Una raza es la llamada Lapphund o perro pastor finlandés y la otra el pastor lapón o Lapinporokoira.
A partir de la década de 1960 una revolución ha tenido lugar en el Ártico en los patrones de transporte que tendrán efectos profundos en los sistemas económicos y culturales. La moto y el trineo de nieve se han impuesto y han sido adoptados en el pastoreo de renos. Esto desde luego ha incidido profundamente en la cultura Saami y su relación con el perro que, sin embargo, continúa acompañando sus hogares y su vida en múltiples situaciones.

## FCI
El Lapinporokoira se reconoce bajo la batuta de la sección finlandesa de la  Fédération Cynologique Internationale como la raza número 284, en el Grupo 5, perros de tipo Spitz, Sección 3 Perros nórdicos.